# Iván Rodríguez
Artikeln följer den spanska namnseden; faderns efternamn är Rodríguez och moderns efternamn Torres.

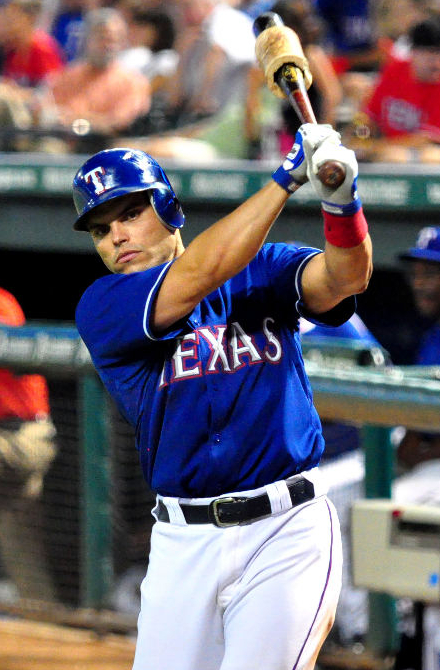
Iván Rodríguez i Texas Rangers dräkt 2009.

Iván Rodríguez Torres, även kallad Pudge eller I-Rod, född den 30 november 1971 i Vega Baja, är en puertoricansk före detta professionell basebollspelare som spelade 21 säsonger i Major League Baseball (MLB) 1991–2011. Rodríguez var catcher.
Smeknamnet I-Rod är en variant på smeknamnen A-Rod och K-Rod.
Rodríguez spelade tolv säsonger för Texas Rangers. Sin sista säsong gjorde han med Washington Nationals 2011. Han spelade även för Florida Marlins, Detroit Tigers, New York Yankees och Houston Astros. Han spelade i två World Series, varav han vann 2003 med Marlins och förlorade med Tigers 2006. Rodríguez togs 14 gånger ut till MLB:s all star-match och erövrade 13 Gold Glove Awards som bästa defensiva catcher.
I april 2012 tillkännagav Rodríguez att han avslutade sin karriär. Året efter började han arbeta för Rangers klubbledning med bland annat spelarutveckling. 2013 valdes han in i Rangers Hall of Fame och två år senare i Latino Baseball Hall of Fame.
2017 valdes Rodríguez in i National Baseball Hall of Fame på första försöket och senare samma år pensionerade Texas Rangers hans gamla tröjnummer 7.
Rodríguez son Dereck, kallad D-Rod, är också professionell basebollspelare och debuterade i MLB 2018.